# Amenardis II
Amenardis II est une princesse nubienne, haute prétresse d'Amon sous la XXVe dynastie.

## Éléments biographiques
Elle est de descendance royale, fille du roi kouchite et pharaon Taharqa, appartenant à XXVe dynastie, d'origine nubienne,, et la sœur de Atlanersa.
À partir de 670 av. J.-C. environ, elle est adoptée par Chepenoupet II, divine adoratrice d'Amon (ou épouse de Dieu, le plus haut rang de la hiérarchie des  prêtresses d'Amon avec une unique détentrice), fille du roi kouchite Piânkhy et de Peksater, qui l’a adoptée,.
Elle a été longtemps présentée comme ayant succédé à Chepenoupet II, en tant que Divine adoratrice d'Amon. Selon une publication de 2002 d'Aidan Mark Dodson, elle n'aurait peut-être jamais accédé à la position d'épouse de Dieu, mais aurait occupé une fonction désignée par le titre de main de Dieu, successivement sous Chepenoupet II et Nitocris Ire.
Puis en 656 av. J.-C. environ, après d'intenses négociations (à la suite de la défaite de Taharqa face aux Assyriens et au passage  à la XXVIe dynastie, marquant la fin de la Troisième Période intermédiaire : les Assyriens, après leur victoire, quittent le pays et laissent le pouvoir au roi de Saïs, Psammétique Ier), elle adopte à son tour Nitocris Ire, appelée à lui succéder.
Les épouses d'Amon sont des vierges qui se vouent exclusivement au dieu. Elles se succèdent par voie d'adoption, transmettant cette prêtrise à une « fille adoptive », issue d'une descendance royale, et, à partir de la Troisième Période intermédiaire jusqu'à l'époque saïte, elles forment d’authentiques dynasties sacerdotales et temporelles. C'est une dynastie féminine parallèle, ayant un pouvoir considérable dans la région de Thèbes, et un rôle de contre-pouvoir face à celui des pharaons s'exerçant au nord de l'Égypte. L'importance de cette hiérarchie féminine a été présentée notamment en 2018 dans une exposition du Musée de Grenoble, consacrée à ce culte d'Amon et à ses divines adoratrices.